# 와이드 컬럼 스토어
와이드 컬럼 스토어(wide column store)는 NoSQL 데이터베이스의 유형이다. 테이블, 로우, 컬럼을 사용하지만 관계형 데이터베이스와는 달리 컬럼의 이름과 포맷은 동일한 테이블의 로우마다 다를 수 있다. 와이드 컬럼 스토어는 2차원 키-값 스토어로 해석할 수 있다.

## 예시 데이터베이스
일부 예시 와이드 컬럼 스토어는 다음을 포함한다:
- 빅테이블
- 아파치 카산드라
- 아파치 HBase
- Apache Accumulo
- 하이퍼테이블
- ScyllaDB
- Sqrrl
- Azure Tables